# XLI Legislatura del Congreso de la Unión de México
La XLI Legislatura del Congreso de la Unión estuvo conformada por los senadores y los diputados miembros de sus respectivas cámaras. Inició sus funciones el día 1 de septiembre de 1949 y concluyó el 31 de agosto de 1952.
La conformación de la XL Legislatura fue la siguiente:

## Senado de la República
Los miembros del Senado de la República fueron elegidos dos por cada uno de los entonces 28 estados y el Distrito Federal, dando un total de 58 senadores. Todos fueron elegidos en el proceso electoral de 1946 para un periodo de 6 años.

### Número de Senadores por partido político
| Partido | Partido                              | Senadores |
| ------- | ------------------------------------ | --------- |
|         | Partido Revolucionario Institucional | 58        |

Los 58 Senadores que conforman la XL Legislatura son los siguientes:

### Senadores por entidad federativa
| Estado           | Senador                                                | Partido | Estado          | Senador                                        | Partido |
| ---------------- | ------------------------------------------------------ | ------- | --------------- | ---------------------------------------------- | ------- |
| Aguascalientes   | Salvador Gallardo Dávalos Suple a Edmundo Gámez Orozco |         | Nayarit         | Candalerio Miramontes Briseño                  |         |
| Aguascalientes   | José González Flores                                   |         | Nayarit         | José Limón Guzmán                              |         |
| Campeche         | Pedro Guerrero Martínez                                |         | Nuevo León      | Juan Manuel Elizondo Cadena                    |         |
| Campeche         | Mauro Pérez Suple a Fernando Berrón Ramos              |         | Nuevo León      | José S. Vivanco                                |         |
| Chiapas          | Efraín Lazos                                           |         | Oaxaca          | Manuel R. Palacios                             |         |
| Chiapas          | Efraín Aranda Osorio                                   |         | Oaxaca          | Armando Rodríguez Mújica                       |         |
| Chihuahua        | Alfredo Chávez Amparán                                 |         | Puebla          | Alfonso M. Moreyra                             |         |
| Chihuahua        | Manuel López Dávila Suple a Antonio J. Bermúdez        |         | Puebla          | Gustavo Díaz Ordaz                             |         |
| Coahuila         | Raúl López Sánchez                                     |         | Querétaro       | Gilberto García Navarro                        |         |
| Coahuila         | Manuel López Güitrón                                   |         | Querétaro       | Eduardo Luque Loyola                           |         |
| Colima           | Antonio Tirado Mayagoitia Suple a Rubén Vizcarra       |         | San Luis Potosí | Fernando Moctezuma                             |         |
| Colima           | Melitón de la Mora                                     |         | San Luis Potosí | Manuel Álvarez López                           |         |
| Distrito Federal | Carlos I. Serrano                                      |         | Sinaloa         | Fausto A. Marín                                |         |
| Distrito Federal | Fidel Velázquez                                        |         | Sinaloa         | Carlos Ramón García                            |         |
| Durango          | Marino Castillo Nájera                                 |         | Sonora          | Antonio Canale Urueta                          |         |
| Durango          | Atanasio Arrieta García                                |         | Sonora          | Gustavo A. Uruchurtu Peralta                   |         |
| Guanajuato       | Federico Medrano Valdivia                              |         | Tabasco         | Antonio Taracena                               |         |
| Guanajuato       | Roberto Guzmán Araujo                                  |         | Tabasco         | Adelor D. Sala                                 |         |
| Guerrero         | Donato Miranda Fonseca                                 |         | Tamaulipas      | Eutimio Rodríguez                              |         |
| Guerrero         | Ruffo Figueroa Figueroa                                |         | Tamaulipas      | Magdaleno Aguilar Castillo                     |         |
| Hidalgo          | Alfonso Corona del Rosal                               |         | Tlaxcala        | Ezequiel M. Gracia Suple a Mauro Angulo        |         |
| Hidalgo          | José Gómez Esparza                                     |         | Tlaxcala        | Gerzayn Ugarte                                 |         |
| Jalisco          | Miguel Moreno Padilla                                  |         | Veracruz        | Alfonso Palacios Suple a Fernando Casas Alemán |         |
| Jalisco          | J. Jesús Cisneros Gómez                                |         | Veracruz        | Fernando López Arias                           |         |
| México           | Malaquías Huitrón Suple a Gabriel Ramos Millán         |         | Yucatán         | Ernesto Novelo Torres                          |         |
| México           | Adolfo López Mateos                                    |         | Yucatán         | Gonzalo López Manzanero                        |         |
| Michoacán        | Félix Ireta Viveros                                    |         | Zacatecas       | Jesús B. González                              |         |
| Michoacán        | Ricardo Ramírez Guerrero                               |         | Zacatecas       | Salvador Castañeda R.                          |         |
| Morelos          | Elpidio Perdomo García                                 |         |                 |                                                |         |
| Morelos          | Carlos López Uriza                                     |         |                 |                                                |         |